# Lorencic
Lorencic ist ein österreichisches Großhandelsunternehmen, das 1985 in Graz in Österreich gegründet wurde. 

## Überblick
Lorencic verfügt über 29 Standorte in 9 europäischen Ländern und beschäftigt sich mit dem Handel, der Vermietung und dem Service von Maschinen und Werkzeugen sowie dem Verkauf von Materialien und Arbeitsschutz für die Baubranche. Lorencic ist Tochter der Schmid Industrie Holding (SIH).

## Geschichte
1985 eröffnet Heinz Lorencic das Unternehmen in Graz. In den folgenden 10 Jahren wurden 5 weitere Filialen in Brunn am Gebirge, Wels, Salzburg-Wals, Innsbruck und Klagenfurt eröffnet.
1996 expandierte Lorencic im Ausland und gründete ein Joint Venture mit Tonstav in Tschechien und eröffnet die erste Lorencic Tochter in Kroatien. Im Jahr 1998 wurde dieser Expansionskurs fortgesetzt und Lorencic gründete eine Tochter in Slowenien. 
1999 zog sich Firmengründer Heinz Lorencic in den Ruhestand zurück, zeitgleich wurde Lorencic Teil der Schmid Industrie Holding und der Econova GmbH, Geschäftsführer wurde Josef Walzer.
2000 kaufte Lorencic die österreichische Firma Baudienst und übernahm deren Töchter in Ungarn, der Slowakei und Tschechien. 2003 wurden Niederlassungen in Polen, 2004 in Rumänien und 2005 in Serbien eröffnet. Im Jahr 2007 folgte die Eröffnung einer Tochter in Bosnien. 
2014 wurde die Schmid Industrie Holding alleiniger Eigentümer der Firma, Walzer zog sich aus dem Unternehmen zurück.

### Auszeichnungen
Im Jahr 2008 erhielt Lorencic eine Auszeichnung bei Austria‘s Leading Companies. In der Kategorie Big Player errang Lorencic den 2. Platz.

## Sparten
Lorencic arbeitet in den Bereichen Baumaterialien und Baumaschinen, Werkzeuge, Wärmedämmverbund-Systeme und Zubehör, Arbeitsschutz und Bauchemie.